# Возз'єднання у Відні
«Возз'є́днання у Ві́дні» (англ. Reunion in Vienna) — американська мелодрама 1933 року. Фільм зняв режисер Сідні Франклін на кінокомпанії Metro-Goldwyn-Mayer. В 1934 році фільм був номінований на премію «Оскар» за найкращу операторську роботу, в якій розповідається про возз'єднання розлучених Першою Світовою війною коханих.

## У ролях
- Джон Беррімор — ерцгерцог Рудольф фон Габсбург
- Діана Віньяр — Єлена Круг
- Френк Морган — доктор Антон Кінг
- Генрі Треверс — батько Круг
- Мей Робсон — фрау Лючер
- Едуардо Ціанеллі — Пофферофф ада Поффі
- Уна Меркел — Ільса Гінріч
- Боділ Росінг — Кеті